# Claudia Kment
Claudia Kment (* 10. August 1958) ist eine deutsche Theater- und Filmschauspielerin.
Claudia Kment war in den 1980er und 1990er Jahren als Theater-Schauspielerin tätig, ebenso hatte sie Auftritte in Filmen und TV-Serien. Ab 1996 spielte sie „Renate Hirnschroth“ in der Komödie Ein fast perfekter Seitensprung und den Folgefilmen.

## Filmografie (Auswahl)
- 1983: Liebelei
- 1985: Der Alte (Folge 98: Die Angst des Apothekers)
- 1996: Ein fast perfekter Seitensprung
- 1998: Eine fast perfekte Scheidung
- 1999: Eine fast perfekte Hochzeit
- 2003: Zwei Väter einer Tochter
- 2005: Schön, dass es Dich gibt